# Arius festinus
Arius festinus е вид лъчеперка от семейство Ariidae. Видът е застрашен от изчезване.

## Разпространение
Разпространен е в Мадагаскар.

## Описание
На дължина достигат до 15,1 cm.
Популацията на вида е намаляваща.